# امید بخشی‌دادویچ علی‌دادوف
امید علی‌دادوف (روسی: Уме́д Бахшидо́дович Алидо́дов؛ زادهٔ ۱۶ نوامبر ۱۹۷۰) بازیکن فوتبال اهل اتحاد جماهیر شوروی سوسیالیستی است.
از باشگاه‌هایی که در آن بازی کرده‌است می‌توان به باشگاه فوتبال اورداباسی، باشگاه فوتبال ریگر-تداز تورسون‌زاده، باشگاه فوتبال نفتخیمیک نیژنکامسک، باشگاه فوتبال زسکا پامیر، و باشگاه فوتبال آمکار پرم اشاره کرد.
وی همچنین در تیم ملی فوتبال تاجیکستان بازی کرده‌است.